# Eleonora Peroncini
Eleonora Peroncini (1985) es una deportista italiana que compite en triatlón y duatlón. 
Ganó dos medallas en el Campeonato Mundial de Triatlón Campo a Través, bronce en 2018 y oro en 2019, y una medalla de plata en el Campeonato Europeo de Triatlón Campo a Través de 2019.
Además, en duatlón campo a través obtuvo una medalla de oro en el Campeonato Mundial de 2022 y una medalla de bronce en el Campeonato Europeo de 2019.

## Palmarés internacional
| Campeonato Mundial | Campeonato Mundial    | Campeonato Mundial | Campeonato Mundial |
| Año                | Lugar                 | Medalla            | Prueba             |
| ------------------ | --------------------- | ------------------ | ------------------ |
| 2018               | Fionia (Dinamarca)    | Medalla de bronce  | Individual         |
| 2019               | Pontevedra (España)   | Medalla de oro     | Individual         |
| Campeonato Europeo |                       |                    |                    |
| Año                | Lugar                 | Medalla            | Prueba             |
| 2019               | Târgu Mureș (Rumania) | Medalla de plata   | Individual         |

| Campeonato Mundial | Campeonato Mundial    | Campeonato Mundial | Campeonato Mundial |
| Año                | Lugar                 | Medalla            | Prueba             |
| ------------------ | --------------------- | ------------------ | ------------------ |
| 2022               | Târgu Mureș (Rumania) | Medalla de oro     | Individual         |
| Campeonato Europeo |                       |                    |                    |
| Año                | Lugar                 | Medalla            | Prueba             |
| 2019               | Târgu Mureș (Rumania) | Medalla de bronce  | Individual         |